# 巴音郭楞河
巴音郭楞河，在蒙古语中意为“富饶的河流”。位于中华人民共和国新疆维吾尔自治区和静县巴音布鲁克的一条河流，是开都河右岸支流。发源于和静县西南方天山山脉北麓的呼屯郭楞和乌特郭楞。呼屯郭楞向东南东流经铁力买提达坂隧道北口后转东北流，与向东南流的乌特郭楞会合后称为巴音郭楞河。 217国道的独库公路沿峡谷而行，通往巴音郭楞乡。出峡谷后转北流的巴音郭楞河与向东北东流的苏力热沟在左岸汇入会合后转东北流，经干吉尔的巴音郭楞河大桥，在 哈尔色拉勒特克流入巴音布鲁克湿地、过了阿尔勒约8公里后汇入开都河（开都郭勒）。